# I've Failed You
I've Failed You é o sexto álbum de estúdio da banda Kittie, lançado em 30 de agosto de 2011.

## Faixas
1. "I've Failed You" — 2:11
2. "We Are the Lamb" — 2:51
3. "Whisper of Death" — 4:18
4. "What Have I Done" — 5:25
5. "Empires (Part 1)" — 2:13
6. "Empires (Part 2)" — 3:41
7. "Come Undone" — 2:15
8. "Already Dead" — 2:51
9. "Never Come Home" — 3:15
10. "Ugly" — 2:57
11. "Time Never Heals" — 4:30